# Bajho
Bajho – gaun wikas samiti we wschodniej części Nepalu w strefie Meći w dystrykcie Ilam. Według nepalskiego spisu powszechnego z 2001 roku liczył on 1308 gospodarstw domowych i 7324 mieszkańców (3607 kobiet i 3717 mężczyzn).